# جو ريلي
جو ريلي (بالإنجليزية: Joe Riley) (6 ديسمبر 1996 ببلاكبول في المملكة المتحدة - ) هو لاعب كرة قدم بريطاني في مركز الظهير. لعب مع مانشستر يونايتد.

## وصلات خارجية
- جو ريلي على موقع قاعدة بيانات كرة القدم.إي يو (الإنجليزية)
- جو ريلي على موقع Soccerbase.com (لاعب) (الإنجليزية)
- جو ريلي على موقع Soccerway.com (الإنجليزية)
- جو ريلي على موقع عالم كرة القدم.نت (الإنجليزية)
- جو ريلي على موقع AS.com (الإسبانية)